# Paratrigona myrmecophila
Paratrigona myrmecophila (лат.) — вид безжальных пчёл из трибы Meliponini семейства Apidae.

## Распространение
Неотропика: Бразилия (Cachoeira de Samuel, Porto Velho, Rondonia).

## Описание
Не используют жало при защите. Хотя жало у них сохранилось, но в сильно редуцированном виде. Обнаружены в ветвях деревьев вместе с древесными муравьями Camponotus senex (Formicidae).